# Cleethorpes
Cleethorpes – miasto portowe w północno-wschodniej Anglii (Wielka Brytania), w hrabstwie ceremonialnym Lincolnshire, w dystrykcie North East Lincolnshire, położone na południowym brzegu estuarium Humber, na wschód od Grimsby. W 2005 r. miasto to zamieszkiwało ok. 32 tys. osób.
W mieście rozwinął się przemysł elektryczny oraz stoczniowy.

## Miasta partnerskie
- Königswinter